# Schores Iwanowitsch Alfjorow

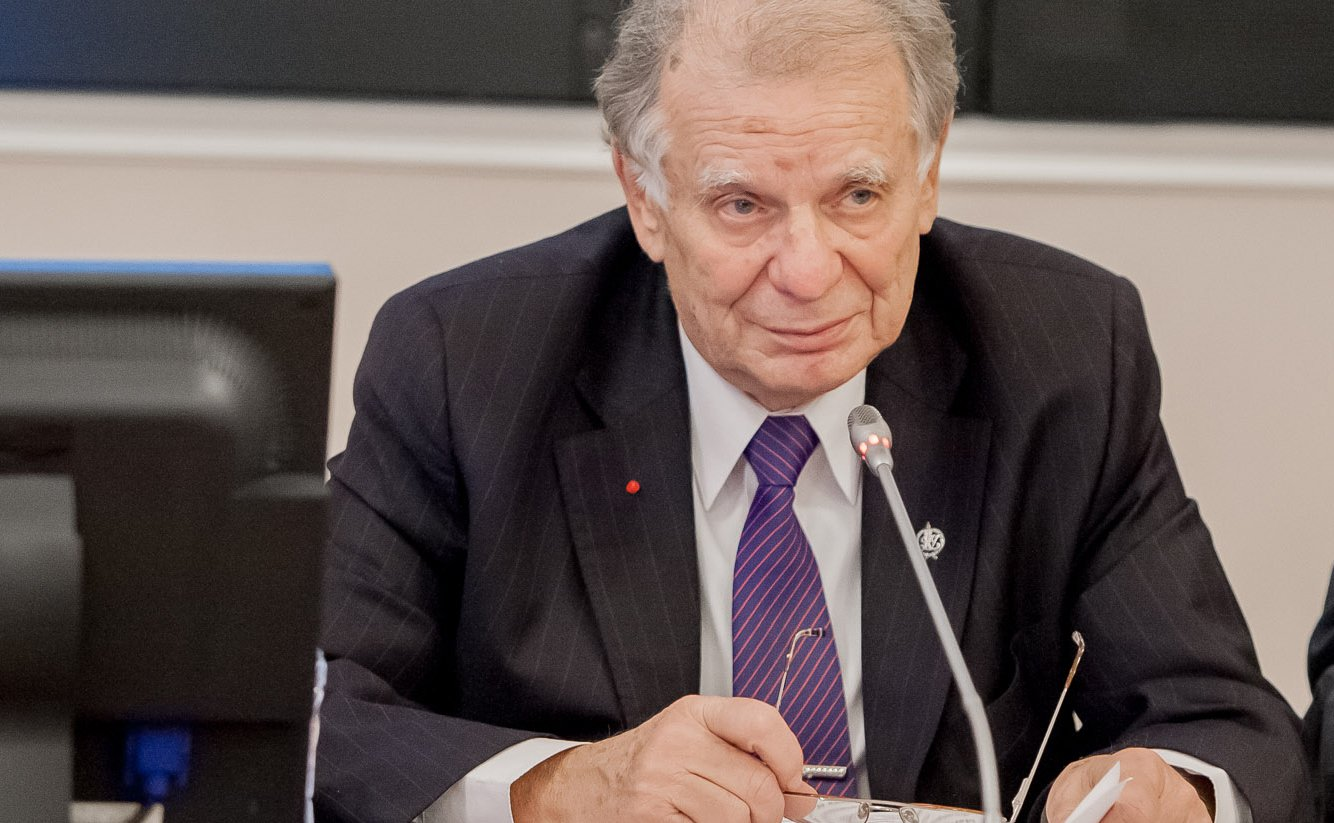
Schores Alfjorow (2012)

Schores Iwanowitsch Alfjorow (russisch Жоре́с Ива́нович Алфёров, wiss. Transliteration Žores Ivanovič Alfërov; * 15. März 1930 in Witebsk, Weißrussische SSR, UdSSR; † 1. März 2019 in Sankt Petersburg, Russland) war ein sowjetischer bzw. russischer Physiker. Er war Direktor des Joffe-Instituts in Sankt Petersburg und wurde 2000 mit dem Nobelpreis für Physik ausgezeichnet.

## Leben
Alfjorow wurde in Witebsk als Sohn des weißrussischen Betriebsleiters Iwan Karpowitsch Alfjorow und der Jüdin Anna Vladimirowna Rosenblum geboren. Seinen Vornamen erhielt er nach dem französischen Sozialisten Jean Jaurès, während sein älterer Bruder nach Karl Marx Marx genannt wurde.
Er studierte am Elektrotechnischen Institut in Leningrad (heute Sankt Petersburg) und war Gastwissenschaftler in den USA. Von 1987 bis 2003 war er Direktor des Physikalisch-Technischen Instituts A. F. Joffe in Sankt Petersburg und bis 2006 dessen wissenschaftlicher Leiter. Ab 1989 war er Vizepräsident der Sowjetischen bzw. Russischen Akademie der Wissenschaften. 1987 wurde er als auswärtiges Mitglied der Akademie der Wissenschaften der DDR gewählt, 1990 in die National Academy of Sciences.
Alfjorow forschte im Bereich der Halbleiterlaser unter Verwendung von Heteroübergängen. Alle Halbleiterlaser, zum Beispiel bei Scannern in Registrierkassen, CD-Spielern oder Laserdruckern, beruhen auf den von ihm entdeckten Prinzipien. Den Nobelpreis im Jahr 2000 erhielt er zur Hälfte zusammen mit Herbert Kroemer (die andere Hälfte ging an Jack S. Kilby) für Arbeiten aus der Halbleiterphysik, die Basis der Informationstechnologie geworden sind.
Alfjorow war seit 1995 Mitglied der russischen Duma. und Vorsitzender von deren Wissenschaftsausschuss. Alfjorow wurde 1995 auf der Liste des dem damaligen Präsidenten Jelzin nahestehenden Blocks Unser Haus Russland gewählt und wurde später als Unabhängiger auf der Liste der Kommunistischen Partei Russlands mehrfach wiedergewählt.

## Auszeichnungen
- 1972: Leninpreis[8]
- 1987: Welker Award
- 1996: Joffe-Preis
- 1997: Der Asteroid (3884) Alferov wurde nach ihm benannt.
- 1999: Demidow-Preis
- 2000: Nobelpreis für Physik
- 2001: Kyoto-Preis
- 2001: Staatspreis der Russischen Föderation[9]
- 2006: Global-Energy-Preis
- 2010: Ehrendoktorwürde der Technischen Universität Berlin[10]
- 2010: Erste UNESCO-Medaille für die Entwicklung der Nano-Wissenschaft und Nanotechnologien[11]